# Arauac

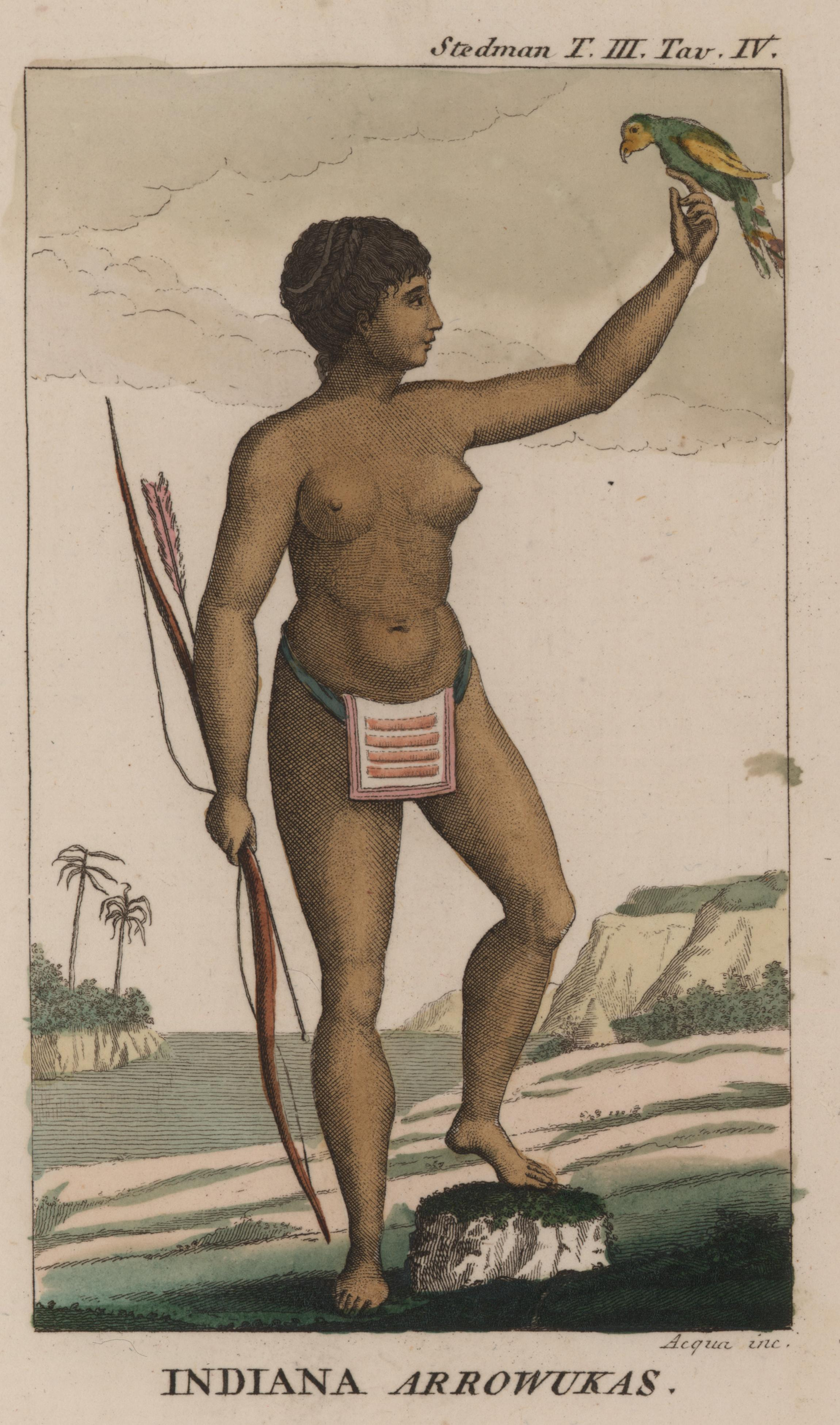
Dona arauac

Arauac és el nom genèric d'un grup de pobles indígenes que es trobaven assentats a les Antilles i la regió circumcarib a l'arribada dels hispànics al segle xv. Nombroses ètnies que parlaven llengües arauaques habitaven una extensa zona compresa entre l'actual Florida i les Antilles, i la zona costanera de Sud-amèrica fins al sud del Brasil.
Incloïen els taïnos, que ocupaven les Antilles Majors i Bahames, els nepoya i suppoyo de Trinitat i els igneri que se suposa que habitaven les Antilles Menors abans de l'arribada dels caribs, que vivien a la costa est d'Amèrica del Sud, fins al que és actualment el Brasil. L'extrem sud de la difusió arauaca assolí territoris de l'extrem nord-oest de l'Argentina on abans del segle xiv havia arribat la parcialitat arauaca coneguda com a chané.